# Кристофферсен, Юлиан
Юлиан Кристофференсен (норв. Julian Kristoffersen; род. 10 мая 1997, Хортен, Эстланд) — норвежский футболист, нападающий клуба «Салернитана».

## Клубная карьера
Кристофференсен — воспитанник клубов «Эрн-Хортен» и датского «Копенгаген». 20 марта 2016 года в матче «Норшелланна» он дебютировал в датской Суперлиге. В своём дебютном сезоне Юлиан помог команде выиграть чемпионат и завоевать Кубок Дании. Летом 2017 года Кристофференсен перешёл в шведский «Юргорден»,подписав контракт на 3 года. 16 сентября в матче против «Эребру» он дебютировал в Аллсвенскан. По итогам сезона Юлиан помог клубу завоевать Кубок Швеции. 
Летом 2018 года Кристофференсен перешёл в «Хобро», подписав контракт на 3 года. 16 сентября в матче против «Вендсисселя» он дебютировал за новый клуб. 29 сентября в поединке против «Мидтьюлланна» Юлиан забил свой первый гол за «Хобро». 
В 2020 году Кристофференсен перешёл в южнокорейский «Чоннам Дрэгонз». 10 мая в матче против «Кённама он дебютировал в чемпионате Южной Кореи. 30 мая в поединке против «Аняна» Юлиан забил свой первый гол за «Чоннам Дрэгонз». В начале 2021 года Кристофференсен перешёл в итальянскую «Салернитану», подписав контракт на 3,5 года. 13 февраля в матче против «Виченцы» он дебютировал в итальянской Серии B. По итогам сезона Юлиан помог клубу выйти в элиту. 29 августа в матче против «Ромы» он дебютировал в итальянской Серии A. Летом 2021 года Кристофференсен на правах аренды перешёл в «Козенцу». 2 октября в матче против «Алессандрии» он дебютировал за новую команду. По окончания аренды Кристофференсен вернулся в «Салернитану».

## Достижения
Клубные
 «Копенгаген»
- Победитель датской Суперлиги — 2015/2016
- Обладатель Кубок Дании — 2015/2016

 «Юргорден»
- Обладатель Кубок Швеции — 2017/2018